# Suzana Chang
Suzana Chang é uma enxadrista brasileira mestre Fide Feminina. É bicampeã paulista de xadrez em 1999 e 2000, Campeã Catarinense 2008, Bi-Campeã brasileira 2004 e 2007.